# 한국과 관련 있는 소행성 목록

## 한국인이 발견한소행성
- 23880 통일 - 이태형
- 34666 보현산 - 전영범, 이병철(보현산 천문대)
- 63145 최무선 (최무선)
- 63156 이천 (이천)
- 68719 장영실 (장영실)
- 72021 이순지 (이순지)
- 72059 허준 (허준)
- 94400 홍대용 (홍대용)
- 95016 김정호 (김정호)
- 99503 이원철 (현대 천문학자 이원철)
- 106817 유방택 (조선초 천문학자 유방택)
- 126578 서호수 (조선의 천문학자 서호수)

### 번호를 받은 소행성
| 번호   | 임시 이름  | 발견일           | 발견지       | 발견자 |
| ------ | ---------- | ---------------- | ------------ | ------ |
| 123532 | 2000 XZ13  | 2000년 12월 4일  | 보현산천문대 |        |
| 123741 | 2001 AN19  | 2001년 1월 4일   | 보현산천문대 |        |
| 126172 | 2002 AZ8   | 2002년 1월 9일   | 보현산천문대 |        |
| 126578 | 2002 CK116 | 2002년 2월 11일  | 보현산천문대 |        |
| 149119 | 2002 DX    | 2002년 2월 16일  | 보현산천문대 |        |
| 153236 | 2000 YF138 | 2000년 12월 26일 | 보현산천문대 |        |
| 155813 | 2000 WZ26  | 2000년 11월 26일 | 보현산천문대 |        |
| 156550 | 2002 ES12  | 2002년 3월 12일  | 보현산천문대 |        |
| 156984 | 2003 KB10  | 2003년 5월 26일  | 보현산천문대 |        |
| 161021 | 2002 EC161 | 2002년 3월 10일  | 보현산천문대 |        |
| 165390 | 2000 XK2   | 2000년 12월 1일  | 보현산천문대 |        |
| 165406 | 2000 XT53  | 2000년 12월 14일 | 보현산천문대 |        |
| 166139 | 2002 DZ    | 2002년 2월 16일  | 보현산천문대 |        |
| 166143 | 2002 EC2   | 2002년 3월 9일   | 보현산천문대 |        |
| 168878 | 2000 WV28  | 2000년 11월 26일 | 보현산천문대 |        |
| 168911 | 2000 XM53  | 2000년 12월 14일 | 보현산천문대 |        |
| 174076 | 2002 FH1   | 2002년 3월 18일  | 보현산천문대 |        |
| 179553 | 2002 DJ    | 2002년 2월 16일  | 보현산천문대 |        |
| 182205 | 2000 WR21  | 2000년 11월 24일 | 보현산천문대 |        |
| 189787 | 2002 EA2   | 2002년 3월 9일   | 보현산천문대 |        |
| 193158 | 2000 KJ4   | 2000년 5월 28일  | 보현산천문대 |        |
| 193397 | 2000 WQ9   | 2000년 11월 22일 | 보현산천문대 |        |
| 193457 | 2000 XJ2   | 2000년 12월 1일  | 보현산천문대 |        |
| 201424 | 2002 YQ7   | 2002년 12월 30일 | 보현산천문대 |        |
| 203603 | 2002 EJ2   | 2002년 3월 9일   | 보현산천문대 |        |
| 205557 | 2001 SU272 | 2001년 9월 25일  | 보현산천문대 |        |
| 205834 | 2002 EZ1   | 2002년 3월 9일   | 보현산천문대 |        |
| 208538 | 2002 AX8   | 2002년 1월 9일   | 보현산천문대 |        |
| 219878 | 2002 EH2   | 2002년 3월 9일   | 보현산천문대 |        |
| 225969 | 2002 CJ116 | 2002년 2월 11일  | 보현산천문대 |        |
| 228384 | 2000 XD14  | 2000년 12월 4일  | 보현산천문대 |        |
| 234637 | 2002 CP46  | 2002년 2월 7일   | 보현산천문대 |        |

### 번호를 받지 못한 소행성
- 2018 PP29: 발견자 정안영민
- 2022 GV6: 발견자 정안영민

그 외에 정안영민은 소행성 백여개를 발견했다.

## 일본인이 발견해서 한국어 이름을 붙인 소행성
- 4963 관륵 (일본에 불교를 전해준 고승 관륵) - 후루카와 기이치로
- 4976 조경철 (천문학자 조경철)
- 6210 현섭 (전 외교관 서현섭)
- 7365 세종 (세종대왕) - 와타나베 가즈오 (渡邊和郞)
- 8895 나 (천문학자 나일성) - 와타나베 가즈오
- 9871 전 (전상운 전 성신여대 총장)
- 12252 광주(광주광역시)

## 미국에서 발견해서 한국인 이름을 붙인 소행성
로웰 천문대(Lowell Observatory)의 앤더슨 메사 기지(Anderson Mesa Station)에서 발견된 소행성 6개에 2021년 6월 11일 한국인의 이름이 붙었다.
- 28884 영준최(Youngjunchoi) - 1969년생 남자 천문학자 최영준
- 28969 영민정안(Youngminjeongahn) - 1980년생 남자 천문학자 정안영민
- 32633 홍규양(Honguyang) - 1980년생 남자 천문학자 양홍규
- 33489 명진김(Myungjinkim) - 1978년생 남자 천문학자 김명진
- 37218 김윤영(Kimyoonyoung) - 1991년생 여자 천문학자 김윤영
- 42112 홍규문(Hongkyumoon) - 1965년생 남자 천문학자 문홍규